# Меладзе, Мевлуд
Мевлуд Меладзе (груз. მევლუდ მელაძე; род. 5 сентября 1972, Тбилиси) — советский и грузинский самбист и автогонщик, серебряный призёр первенства СССР по самбо среди юниоров 1990 года, чемпион (1991) и бронзовый призёр (1992, 1993) чемпионатов Европы по самбо, серебряный призёр чемпионата мира по самбо 1991 года, победитель и призёр международных соревнований по раллийным и круговым гонкам. По самбо выступал в легчайшей весовой категории (до 52 кг).
В 10 лет увлёкся самбо. В 1993 году окончил Тбилисский государственный университет. После завершения выступлений в самбо увлёкся автоспортом. Вице-президент Автомобильной федерации Грузии.

## Семья
Отец Важа Меладзе — грузинский писатель и редактор газеты «Amer-Imer».